# Paula-Irene Villa Braslavsky

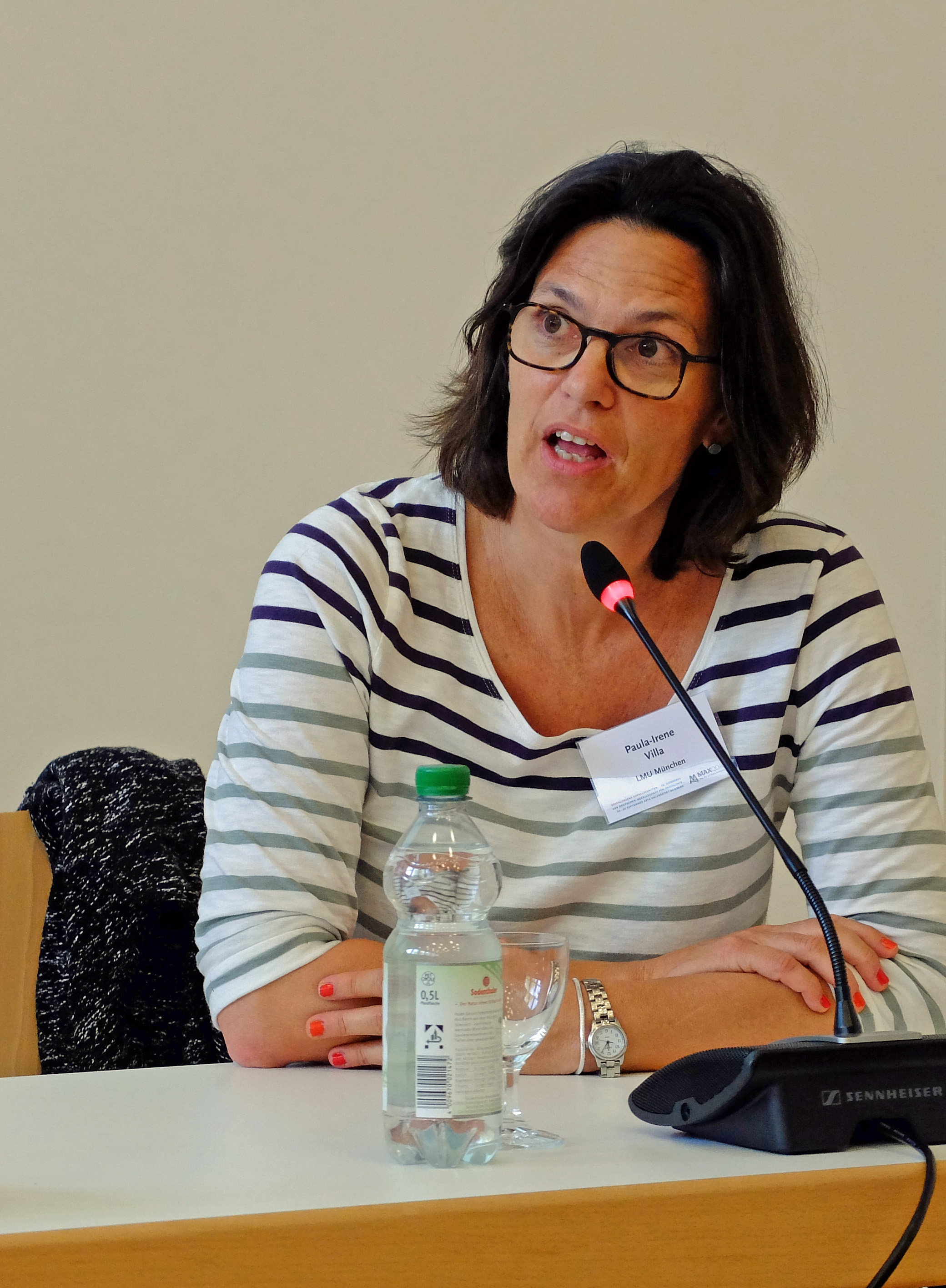
Paula-Irene Villa Braslavsky (2016)

Paula-Irene Villa Braslavsky (* 1968 in Santiago de Chile) ist eine deutsch-argentinisch-chilenische Soziologin. Sie ist Lehrstuhlinhaberin für Allgemeine Soziologie und Gender Studies am Institut für Soziologie der Universität München (LMU).

## Leben
Villa Braslavsky ist die ältere Tochter der Chemikerin Silvia Braslavsky und Enkelin der argentinischen Erziehungswissenschaftlerin Berta Perelstein de Braslavsky. Im Anschluss an ihr Studium der Sozialwissenschaft an der Ruhr-Universität Bochum und der Universidad de Buenos Aires war Paula-Irene Villa Braslavsky Hochschulassistentin und Privatdozentin am Institut für Soziologie und Sozialpsychologie der Universität Hannover und lehrte als Gastprofessorin unter anderem an der Universität Innsbruck. Von 2010 bis 2012 und von 2022 bis 2024 war sie geschäftsführende Direktorin des Instituts für Soziologie der LMU München, von 2011 bis 2013 gewähltes Mitglied des Konzils der Deutschen Gesellschaft für Soziologie (DGS) und von April 2013 bis April 2025 gewähltes Mitglied des Vorstands der DGS. Bis 2014 wurde sie zum Mitglied des Vorstands der Wissenschaftlichen Fachgesellschaft Geschlechterstudien gewählt. Sie ist zudem in zahlreichen weiteren akademischen Funktionen tätig, beispielsweise in der Mitgliederversammlung des Deutschen Jugendinstituts (DJI) und als Vorsitzende des wissenschaftlichen Beirats des NS-Dokumentationszentrums München. 
Von April 2021 bis April 2025 war sie Vorsitzende der Deutschen Gesellschaft für Soziologie (DGS), ihre Nachfolgerin wurde 2025 Monika Wohlrab-Sahr.
Villa Braslavsky ist Vertrauensdozentin der Studienstiftung des deutschen Volkes und des ELES Studienwerks.

## Forschungsschwerpunkte
Ihre Schwerpunkte in Forschung und Lehre sind Gender Studies, soziologische Theorien (insbesondere Bourdieu, Poststrukturalismus, Postmoderne, Diskurstheorie, (Sozial-)Konstruktivismus, Phänomenologie), Körpersoziologie, Kultursoziologie/Cultural Studies; empirisch befasst sie sich u.a. mit Care, Familie, Biopolitik und Wissenschaftsfreiheit. 
 Der Körper als kulturelle Inszenierung und Statussymbol
Grundsätzlich seien für die Zugehörigkeit zu einem der beiden Geschlechter – weiblich oder männlich – „Prozesse der handlungspraktischen Konstruktion des Körpers“ notwendig. Menschen seien im sozialen Sinne nicht per se Frauen oder Männer, sondern vor allem dadurch, dass sie „von anderen als Frau oder Mann im alltäglichen Handeln anerkannt“ werden. Wenn Menschen sich im Alltag begegnen, so nehmen sie einander in einer konkreten zeitlich-räumlichen Verortung, und das heißt auch als Körper, wahr.

## Abgeschlossene und aktuelle Forschungsprojekte
- Ko-Sprecherin und PI bei „Familienleben in Bayern – Empirische Einsichten zu Transformationen, Ressourcen und Aushandlungen (ForFamily)“; Bayerischer Forschungsverbund[5] gefördert vom Bayerischen Staatsministerium für Unterricht und Kultus, Januar 2024 bis Dezember 2027[6].
- Corona und Care – Fürsorgedynamiken in der Pandemie (CoCare): Verbundprojekte mit Regina Ammicht Quinn und Cristiane Bomert, gefördert vom Bundesministerium für Bildung und Forschung[7], Februar 2023 bis Februar 2026.
- PI in Studie zur Akademischen Redefreiheit in Deutschland - eine erste repräsentative Erhebung, 2023/2024; gefördert durch die Zeit Stiftung Bucerius, in Kooperation mit dem DZHW und Gregor Fabian (DZHW, Berlin), Prof.in Dr. Mirjam Fischer , Prof. Dr. Julian Hamann , Prof. em. Dr. Uwe Schimank , Prof.in Dr. Christiane Thompson , Prof. Dr. Richard Traunmüller , Dr. Anna Hofmann & Matthias Koch aus dem Wissenschafts-Team von der Zeit Stiftung Bucerius.
- PI im DFG-Netzwerk „Fat Studies“ 2018 bis 2023.
- „Die dicken Amis? Ko-Konstruktionen des Nationalen und Natürlichen im deutschen Adipositas-Diskurs der Gegenwart“ und „Quantified Self? Fitness, Vermessung und Quantifizierte Selbstverhältnisse“; Teilprojekte im Projektverbund: „Ernährung, Gesundheit und soziale Ordnung in der Moderne: Deutschland und die USA“, gefördert durch die VW Stiftung im Programm Schlüsselthemen der Geistes- und Sozialwissenschaften; gemeinsam mit Jürgen Martschukat, Maren Möhring, Olaf von dem Knesebeck; Herbst 2015–2018
- Ko-Sprecherin und PI Bayerischer Forschungsverbund „Gender & Care“ – ForGenderCare, gefördert vom Bayerischen Staatsministerium für Bildung und Kultus, Wissenschaft und Kunst; 2015–2019
- „Gender, Migration and Feminist perspectives – Mexico and Germany“, Aufbau internationaler Kooperation mit UAM Xochimilco und Universidad de Colima, Mexico; gefördert von DFG, 2017/2018
- Das optimierte Geschlecht? Soziologische Explorationen zur (Neu-)Kodierung der Geschlechterdifferenz am Beispiel der Schönheitschirurgie. Laufzeit: 2013–2015, gefördert durch DFG
- TARGET – Transatlantic Research on Gender Equity Training; mit Susanne Baer, Myra Marx Ferree, Kathrin Zippel, Laufzeit 2010–2013, gefördert durch Alexander von Humboldt Stiftung
- Mitglied im DFG-Netzwerk „Körper in den Kulturwissenschaften“ 2007–2010

## Publikationen (Auswahl)
Bücher
- Sexy Bodies: Eine soziologische Reise durch den Geschlechtskörper (= Geschlecht & Gesellschaft. Band 23). Doktorarbeit Universität Bochum 1998. Leske + Budrich, Opladen 2000, ISBN 3-8100-2223-3.
- Judith Butler. Campus, Frankfurt am Main u. a. 2003, ISBN 3-593-37187-1 (2., aktualisierte Auflage: Judith Butler: Eine Einführung. 2011, ISBN 978-3-593-39432-9).
- mit Lutz Hieber: Images von Gewicht: Soziale Bewegungen, Queer Theory und Kunst in den USA. Transcript, Bielefeld 2007, ISBN 978-3-89942-504-8.
- als Herausgeberin: schön normal: Manipulationen am Körper als Technologien des Selbst. Transcript, Bielefeld 2008, ISBN 978-3-89942-889-6.
- als Herausgeberin mit Barbara Thiessen: Mütter – Väter: Diskurse, Medien, Praxen (= Forum Frauen- und Geschlechterforschung. Band 24). Westfälisches Dampfboot, Münster 2009, ISBN 978-3-89691-224-4.
- als Herausgeberin mit Julia Reuter: Postkoloniale Soziologie: Empirische Befunde, theoretische Anschlüsse, politische Artikulationen (= Postcolonial Studies. Band 2). Transcript, Bielefeld 2010, ISBN 978-3-89942-906-0.
- als Herausgeberin mit Stephan Moebius und Barbara Thiessen: Soziologie der Geburt: Diskurse, Praktiken, Perspektiven. Campus, Frankfurt/Main 2011, ISBN 978-3-593-39525-8.
- als Herausgeberin mit Zara Pfeiffer, Nadine Sanitter, Julia Jäckel und Ralf Steckert: Banale Kämpfe: Perspektiven auf Populärkultur und Geschlecht (= Geschlecht & Gesellschaft. Band 51). Springer VS, Wiesbaden 2012, ISBN 978-3-531-18213-1.
- als Herausgeberin mit Sabine Hark: Anti-Genderismus: Sexualität und Geschlecht als Schauplätze aktueller politischer Auseinandersetzungen. Transcript, Bielefeld 2015, ISBN 978-3-8376-3144-9 (Leseprobe in der Google-Buchsuche).
- mit Sabine Hark: Unterscheiden und herrschen: Ein Essay zu den ambivalenten Verflechtungen von Rassismus, Sexismus und Feminismus in der Gegenwart. Transcript, Bielefeld 2017, ISBN 978-3-8376-3653-6.
- mit Sabine Hark: The Future of Difference. Beyond the Toxic Entanglement of Racism, Sexism and Feminism, Verso Books, London 2020, ISBN 978-1-78873-802-6
- mit Sabine Hark: El Futuro de la Diferencia. Un ensayo sobre los vínculos ambivalentes entre el racismo, el sexismo y el feminismo en el presente, Edición Roneo, Santiago de Chile 2022, ISBN 978-956-6152-00-2
- als Herausgeberin mit M. Cristina Alcalde: #MeToo and Beyond: Perspectives on a Global Movement, University of Kentucky Press, Lexington, 2022, ISBN 978-0-8131-9560-5
- als Herausgeberin mit Anja Herrmann; Tae Jun Kim; Evangelia Kindinger; Nina Mackert; Lotte Rose; Friedrich Schorb; Eva Tolasch: Fat Studies: Ein Glossar, Transcript, Bielefeld 2022, ISBN 978-3-8376-6005-0

## Preise
Villa Braslavsky erhielt 2022 den Helge-Pross Preis für 'herausragende Leistungen auf dem Gebiet der Familien- und Geschlechterforschung'
Beiträge
- zusammen mit Barbara Thiessen: Entweder – oder? Mutterschaft zwischen Fundamentalismen und vielschichtigen Praxen. In: Querelles-net. Jahrgang 11, Nr. 2, 2010 (online auf querelles-net.de).
- Gastbeitrag (10. Februar 2017) auf zeit.de (zum Thema: 'das fatale politische Prinzip unter Trump: Beleidigung und Mackerposen').

Vorträge und Interviews
- 3sat: Kultur: Gespräch mit Paula-Irene Villa. In: Kulturzeit. 24. März 2015 (5:07 Minuten; verfügbar bis 3. April 2024).
- Vortrag (19. Mai 2017) in ARD alpha zum Thema Schönheitsoperationen.
- Streit um die Gender Studies: „Die Frau im Singular gibt es nicht“. In: Der Tagesspiegel. 16. August 2017.
- Interview (14. Mai 2018) Interview in der Zeitschrift Brigitte zu #metoo.
- Gastbeitrag (4. Juli 2018) zu Care in der taz.
- Interview (21. August 2018) mit Faktenfinder/tagesschau zur Missachtung der Wissenschaftsfreiheit in Ungarn anlässlich der Abschaffung der MA in Gender Studies.
- Interview: Gender- und Rassismus-Debatten – Das I-Wort: Warum streiten alle über Identitätspolitik? In: Deutschlandfunk Kultur. 25. März 2021 (48:04 Minuten).
- Die Unordnung der Geschlechter Doppelinterview mit Alexander Korte und Paula-Irene Villa Geschlechterforschung, Zeit.de 2. April 2022
- Videogespräch und Interview zu Paula-Irene Villa's inhaltlicher Arbeit Gender Studies – über Ungleichheiten und Freiheit, Video des Roman Herzog Instituts München 28. Juli 2022 (1:08:34).
- Interview bei Jung & Naiv, 14.November 2024 (3:09:55)